# Жабня (приток Волги)
Жа́бня — река в России, протекает по Угличскому району Ярославской области и Калязинскому району Тверской области; правый приток Волги (Угличского водохранилища). Длина реки составляет 58 км, площадь водосборного бассейна — 323 км². Течёт главным образом по северной части Калязинского района почти параллельно Волге (в противоположную сторону).

## Физико-географическая характеристика

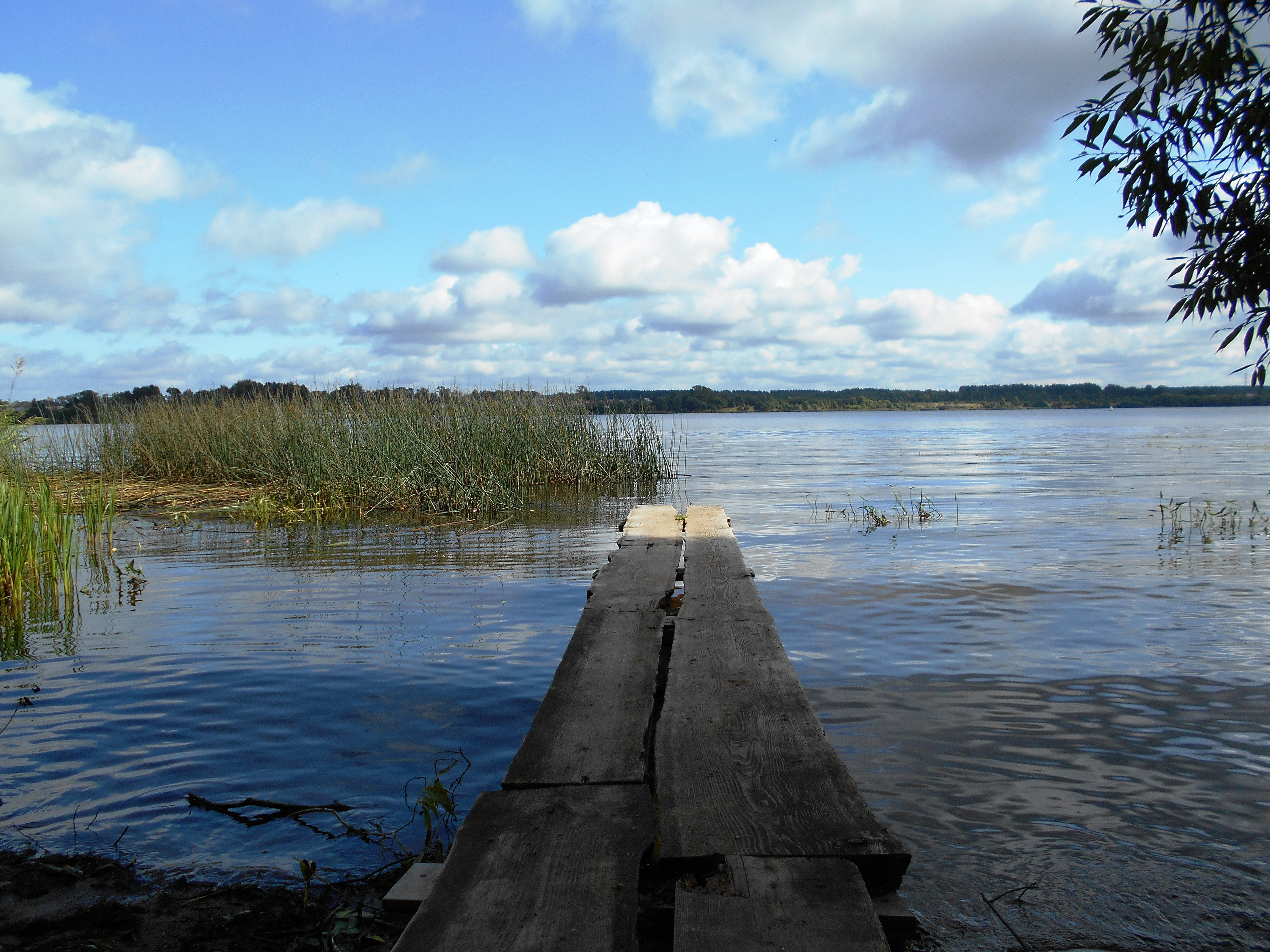
Жабня за несколько сотен метров до впадения в Волгу

Исток реки находится в болотах к востоку от деревни Жабня Угличского района. Недалеко от неё пересекает автотрассу Р153 «Углич — Ростов».
Крупнейшие притоки: Поймишка (слева), Красная Тумовка (справа), Кодырь (слева), Пуда (слева).
Сельские населённые пункты у реки: Угличский район — Жабня, Черницыно, Деготница; Калязинский район — Большое Сидорово, Погорелка, Данилово, Молчаново, Шамановка, Семендяево, Яхромино, Жуковка, Зобово, Рылово, Пахомово, Кожевня, Александроково, Уланово, Мытарево, Бородино, Дорохово, Баринцево, Пепелино, Кутузово, Браниха, Кувшиново, Выдохино, Аверково, Новое Село, Бородулино, Исаково, Шёлково, Федюлино, Никольское, Пузарино, Скорятьево, Нестерово, Родионово, Юркино, Зверево, Парашино, Петрушино, Серково, Заручье, Инальцево, Носатово, Сосновка, Ярославищи, Мышино, Каменка, Толстоухово, Чаплино, Октябрьский, Клыпино.
Устье реки находится возле города Калязина, в 2878 км по правому берегу реки Волги от её устья. На последних 10 километрах течения реки начинает сказываться подпор Угличского водохранилища, река превращается в широкий залив (ширина до 700 метров). На берегу этого залива расположена Калязинская радиоастрономическая обсерватория, а в самом устье самая известная достопримечательность Калязина — затопленная колокольня Никольского собора. Через устье Жабни перекинут автомобильно-железнодорожный мост, по которому проходят автотрасса Р104 «Калязин — Углич» и железнодорожная ветка Калязин — Углич.

## История
Жабня известна в истории происходившей 28 августа 1609 года на её берегах, близ Калязина, битвой между русскими и поляками, причём последние потерпели поражение.

## Данные водного реестра
По данным государственного водного реестра России относится к Верхневолжскому бассейновому округу, водохозяйственный участок реки — Волга от Иваньковского гидроузла до Угличского гидроузла (Угличское водохранилище), речной подбассейн реки — бассейны притоков (Верхней) Волги до Рыбинского водохранилища. Речной бассейн реки — (Верхняя) Волга до Куйбышевского водохранилища (без бассейна Оки).
Код объекта в государственном водном реестре — 08010100812110000004322.